# Sailing to Philadelphia (canción)

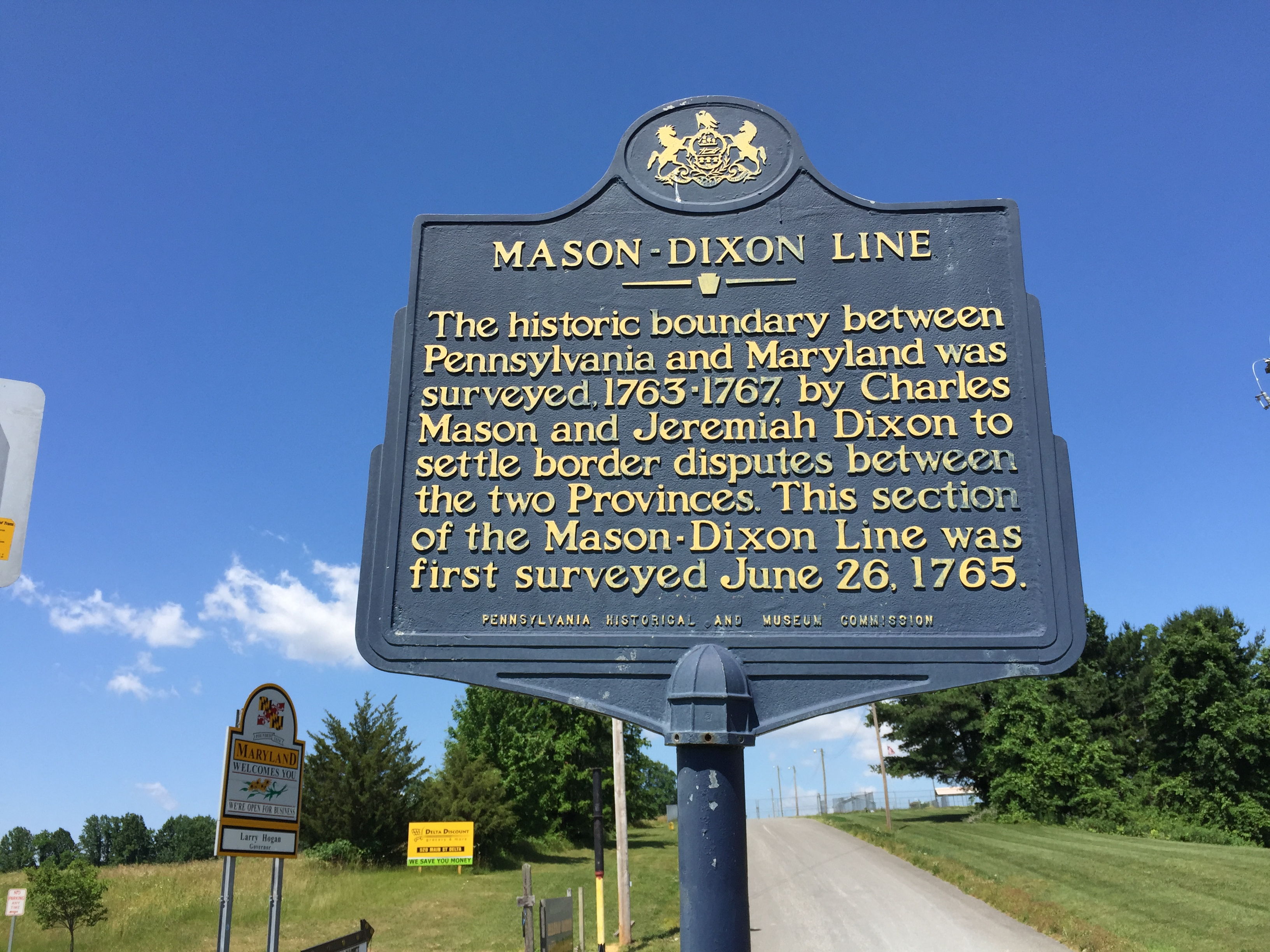
Marcador histórico de la línea Mason-Dixon en la ruta estatal 74 de Pensilvania

Sailing to Philadelphia es una canción escrita por Mark Knopfler e interpretada por el propio Knopfler y James Taylor para el álbum homónimo del año 2000. Es la segunda pista del CD.
La canción estuvo 22 semanas en las listas de popularidad.

## Tema
Knopfler comentó en una entrevista que la canción fue inspirada por la lectura del libro Mason y Dixon de Thomas Pynchon mientras viajaba Filadelfia desde Europa. La canción es un dueto entre Knopfler y el cantante y compositor estadounidense James Taylor.

## Historia e inspiración
En los años 1760 y 1770, Charles Mason de Gloucestershire y Jeremiah Dixon del condado de Durham estuvieron al servicio de la Real Sociedad muchas veces y sus nombres se solían escuchar en las reuniones del Consejo. Durante esos años, los informes preparados por ellos aparecían en las "Transacciones Filosóficas".
La canción trata acerca de los dos famosos topógrafos enviados a Estados Unidos en el siglo XVIII, Jeremiah Dixon (1733–1779) y Charles Mason. Dixon era geógrafo y astrónomo y Mason (1730–1787) astrónomo; ambos eran ingleses. Durante el lapso de 1763 a 1767, los dos hombres de dedicaron a determinar lo que más tarde se llamaría la Línea Mason-Dixon que conforma el límite de demarcación entre cuatro estados de Estados Unidos; Delaware. Maryland, Pensilvania y Virginia Occidental. Hoy día se habla de la línea Mason-Dixon como la frontera divisoria cultural entre los estados del norte y los del sur.
La letra narra la historia de ambos hombres en primera persona y de manera alternada a manera de charla. En la melodía. Knopfler interpreta el papel de Dixon, mientras que Taylor hace lo propio con Mason. Dixon menciona que es un chico geordie, es decir, del noreste de Inglaterra. Menciona sus virtudes como agrimensor y cómo es que su destino es "dejar su marca" sobre esta Tierra. Mason comenta que a pesar de ser astrónomo no lo toman en cuenta por ser hijo de un panadero, sin embargo no pierde la esperanza de convertirse en miembro de la Real Sociedad, refiriéndose a la Real Sociedad de Londres para el Avance de la Ciencia Natural.
Al presentarse la oportunidad de viajar a América, Dixon está más que entusiasmado, pero Mason no es tan optimista ya que se internarán en tierras propiedad de los británicos en tiempos de la esclavitud. "Tú, crédulo, joven geordie. Hablas de libertad. ¿Cómo puede Estados Unidos ser libre? Un geordie y un hijo de panadero en los bosques de los iroqueses".
Dixon intenta animar a Mason describiéndole lo importante de la misión ya que, de salir todo bien, terminarían la disputa de límites entre los estados de las colonias británicas.
La canción termina justo cuando ambos personajes llegan a la región del Cabo de Delaware (la bahía del Delaware). 
Hoy en día, en su propio país, Mason y Dixon están casi olvidados, no es así en América. A lo largo y ancho de los Estados y especialmente en los estados al este del Mississippi The Mason and Dixon Line es una frase familiar. Uno lo habla, lo escucha y lo lee todos los días. Se transmite por la radio. En la Línea Mason y Dixon, el Norte termina y comienza 'Dixie'.